# 리원한 (정치인)
리원한(중국어 간체자: 李文汉, 병음: Lî Wénhàn, 한자음: 이문한, 1957년 9월 ~ )은 중화인민공화국의 정치인으로, 티베트 자치구 인민대표대회 상무위원회 부위원장, 티베트 자치구 수자원부 당 서기 및 부주임을 역임했다.